# Strangesta strangei
Strangesta strangei är en snäckart som först beskrevs av Ludwig Pfeiffer 1849.  Strangesta strangei ingår i släktet Strangesta och familjen Rhytididae. Inga underarter finns listade i Catalogue of Life.